# Chicago Tribune
Chicago Tribune je americký deník. Založili jej James Kelly, John E. Wheeler a Joseph K. C. Forrest a první vydání bylo publikováno 10. června roku 1847. Jde o šestý nejprodávanější deník ve Spojených státech.
Jeho vlastníkem je společnost Tribune Publishing a od roku 1925 sídlí v budově Tribune Tower na adrese 435 North Michigan Avenue v Chicagu ve státě Illinois. 
Dřívější formát novin byl broadsheet, 13. ledna 2009 se však změnil na tabloid. Ve všední dny se prodá přibližně 450 tisíc kusů, v sobotu 330 tisíc a v neděli přes 850 tisíc.